# Матилда Густавсон
Хана Матилда Вос Густавсон (на шведски: Hanna Matilda Voss Gustavsson) е шведска културна журналистка и писателка.

## Биография
Родена е на 18 февруари 1987 г.
Густавсон работи като репортер и колумнист за водещия шведски ежедневник „Дагенс Нюхетер“ и, измежду другото, е отличена от Асоциацията на шведските публицисти за портретите си на известни шведи, включително Кристина Лугн, Юнас Гардел и Юхар Бенйелул. През 2016 г. е удостоена с наградата на асоциацията „Златно перо“, като най-младият носител в историята на наградата, с мотивацията: „За това, че с острото си перо влиза под кожата и на личността, която изобразява, и на своето време“.
През 2015 г. нейният автобиографичен разказ „Страданията на това време“ е публикуван в литературното списание „Гранта“ на издателство „Бониерш“. Темата на разказа е чудо в християнска общност, и произведението е избрано да бъде преведено и публикувано в английското издание на списанието, което преди това се е случвало само веднъж.
През ноември 2017 г. Густавсон публикува в „Дагенс Нюхетер“ репортаж и няколко последващи статии във връзка с движението #MeToo, в който 18 жени свидетелстват за сексуален тормоз и насилие, извършено спрямо тях от т. нар. „Културтрегер“, свързан със Шведската академия. В културните среди от десетилетия се е знаело за случващото се, но едва с публикациите на Матилда Густавсон културата на мълчание около посегателствата е нарушена. За това си разследване Густавсон е удостоена с шведската Награда за журналистика „Стура шурналистприсет“ за 2018 г. в категорията „Разкритие на годината“.
През ноември 2019 г. Густавсон публикува документалния си роман „Клубът“, който има широк отзвук и е сочен за „един от най-добрите примери за литературна журналистика, публикувани в Швеция“. В романа тя задълбочава разследването си за властта в културния свят и господстващата култура на мълчанието. Густавсон пише за времето около публикуването на свидетелствата на жените за посегателствата, извършвани от Жан-Клод Арно, т.нар. „Културтрегер“, за след-историята, когато той е осъден за изнасилване и за конфликта в Шведската академия. „Клубът“ е преведен на дванадесет езика, включително български, и през 2021 г. е номиниран за полската награда за литературен репортаж „Ричард Капушински“. През юни 2020 г. филмовите права за „Клубът“ са продадени на компанията „Нурдиск филм“, като сценарият по романа на Густавсон ще бъде написан от Марен Луис Кене, сценаристка на „Кралицата на сърцата“ (2019).

## Награди
- 2016 г. – Наградата на Асоциацията на шведските публицисти „Златно перо“ с мотивация: „За това, че с острото си перо влиза под кожата и на личността, която изобразява, и на своето време"[1]
- 2018 г. – Наградата на шведската медийна асоциация „Сверийес Тидскрифтер“ за „Журналист на годината“, с мотивация: „Тя създава ново разбиране за често интервюирани личности – но може би най-вече за обществото, в което живеем“[11]
- 2018 – „Стура шурналистприсет“ в категорията „Разкритие на годината“[4]
- 2019 – Наградата на Шведската асоциация на заетите в книгоразпространението Svenska Bokhandelsmedhjälpareföreningen[12]
- 2019 – Наградата на вестник „Експресен“ на името на Бьорн Нилсон за добра културна журналистика[13]